# 吉屋潤
吉屋潤（よしや じゅん、キル・オギュン、길옥윤、本名：崔致禎、チェ・チジョン、幼名：崔宗洙、チェ・ジョンス、1927年2月22日 - 1995年3月17日）は、朝鮮出身の作詞・作曲家、サックス奏者、歌手、訳詞家。代表曲は「ソウル讃歌」「1990年」「離別」。

## 略歴
1927年、平安北道寧辺郡で生まれる。1947年に平壌高等普通学校を卒業後、歯科医を目指してソウルに渡り、京城歯科医学専門学校に入学。第8軍 (アメリカ軍)のクラブでジャズに触れたことで音楽家として目覚め、楽団のギター奏者となる。その後、花形となるためサックスに転向した。1949年、卒業。
1950年にキャノン機関所属の実兄の支援で日本に密航し、小沢秀夫の勧めで田端義夫の専属楽団で活動する。この時期から、小沢が命名した吉屋潤（よしや じゅん）の日本名を用い、1952年に「吉屋潤とクルーキャッツ」を結成、サックス奏者として高い評価を得る。
1958年に日本で新人歌手のリンダ・キム（のちのパティ・キム）と出会う。
1960年、東京スイングオーケストラを率いてソウルで公演を行う。
1962年、ヒョンミの「ネ サランア（내 사랑아）」で作詞・作曲家デビュー。
1966年頃に韓国に戻り、同じくアメリカから帰国したパティ・キムと再会し結婚する。新婚旅行を兼ねた東南アジア演奏旅行中に戦時下にあったベトナムで韓国軍を慰問している。1967年、長女が誕生。1968年、長女に捧げた曲「1990年」を夫婦でデュエットしてヒットさせる。
1969年から海外で演奏旅行を行い、ニューヨークに単身で滞在してジャズを学ぶ。
1973年、「離別」がパティの歌でヒットする。同年離婚。
1974年、パティ・キム「愛は永遠に（とわに）」（作詞・作曲）が第3回東京音楽祭で銅賞を受賞する。
1975年、新人歌手ヘウニを発掘し楽曲を提供、以後ヒット曲を次々と誕生させた。
1978年、ニュージーランドで開催された太平洋歌謡祭において、ヘウニ「永遠にあなただけ」で金賞を受賞する。
1986年アジア競技大会の開会式・閉会式の音楽監督を務める。ソウル五輪公式ソングに選定されたキム・ヨンジャ「朝の国から」の作曲も担当したが、世界中に通用する曲を採用するという組織委員会の方針変更により、コリアーナの「ハンド・イン・ハンド」が正式な公式ソングとなったため、同曲は1988年のソウル五輪本番では閉会式のみ使用された。
1988年、再婚し、娘アンリが誕生。アンリ・ミュージックを設立。運営で負債を抱えたのを機に日本に移住する。
1991年、マーシャル諸島共和国の初代大統領アマタ・カブアに依頼され、国歌「マーシャル諸島よ永久に」を作曲する
1994年の初めに肺がん宣告を受け、日本から帰国。
1995年3月17日死去。大韓民国文化勲章追叙。同年4月にパティ・キムによる遺作アルバムが発表された。10月、世宗路公園に「ソウル讃歌」歌碑が建立された。

## ディスコグラフィー
アルバム
- 「海程」1974年
- 「1990年」1977年

## 提供した主な作品
パティ・キム
- 「1990年」（作詞・作曲）1968年
- 「ソウル讃歌」（作詞・作曲）1969年
- 「離別（イビョル）」（作詞・作曲）1972年
- 「愛は永遠に（とわに）」（作詞・作曲）1974年

ヘウニ
- 「あなたは知らないの」（作詞・作曲）1975年
- 「カムスグァン」（作詞・作曲）1977年
- 「あなただけを愛して」（作詞・作曲）1977年
- 「ティティパンパン」（作詞・作曲）1977年
- 「本当に本当に好きよ」（作曲）1977年
- 「第三漢江橋」（作詞・作曲）1979年
- 「夜明けの雨」（作詞・作曲）1979年

キム・ヨンジャ
- 「朝の国から」（作曲）1986年

その他
- 「マーシャル諸島国歌」（作曲）1991年
- 「三田市立富士中学校校歌」（作曲）